# Funny Little World
"Funny Little World" là một ca khúc của ca sĩ-nhạc sĩ người Na Uy Alexander Rybak từ album phòng thu thứ hai của anh, album Fairytales. Nó được phát hành ở Na Uy vào ngày 13 tháng 5 năm 2009 bởi EMI Records như đĩa đơn thứ hai từ album. "Funny Little World" được viết bởi Alexander Rybak và sản xuất bởi Henrik Wikström và Amir Aly.
"Funny Little World" đã nhận nhiều ý kiến đánh giá tích cực từ nhiều nhiều phê bình ở Na Uy. Ca khúc đã bước vào bảng xếp hạng ở Na Uy với vị trí #2 trong tuần đầu tiên, chỉ đứng sau bài hát "Fairytale" của Rybak. "Funny Little World" được phát hành lần đầu dưới dạng nhạc số độc quyền của Platekompaniet tại Na Uy vào ngày 13 tháng 5, sinh nhật của Alexander Rybak. Bài hát đã leo lên vị trí đầu bảng trong tuần thứ hai.
Alexander Rybak đã biểu diễn một phiên bản acoustic lần đầu tiên trong một cuộc họp báo ở Eurovision Song Contest 2009 tại Moskva, Nga.

## Xếp hạng
Với bước nhảy của "Funny Little World" vào các bảng xếp hạng ở Na Uy, đây là lần đầu tiên một nghệ sĩ Na Uy chiếm giữ cùng lúc vị trí thứ nhất và thứ hai trong bảng xếp hạng đĩa đơn. Trước đó, Kurt Nilsen đã có một đĩa đơn đứng đầu, trong khi đĩa đơn mà nhóm nhạc cũ của anh phát hành lại đứng vị trí #2 năm 2003. Gần đây nhất, Inger Lise Rypdal cũng giữ cùng lúc vị trí quán quân và thứ ba vào năm 1968.
| Bảng xếp hạng (2009)    | Vị trí cao nhất |
| ----------------------- | --------------- |
| Norwegian Singles Chart | 1               |
| Swedish Singles Chart   | 4               |

## Phát hành
| Vùng     | Ngày                | Định dạng                    |
| -------- | ------------------- | ---------------------------- |
| Na Uy    | 13 tháng 5 năm 2009 | Phát thanh, download nhạc số |
| Đan Mạch | 25 tháng 5 năm 2009 | Download nhạc số             |
| Phần Lan | 25 tháng 5 năm 2009 | Download nhạc số             |